# Produzione di idrogeno
La produzione di idrogeno  è industrialmente attuata dagli idrocarburi e dai combustibili fossili attraverso un processo chimico. L'idrogeno può anche essere estratto dall'acqua attraverso produzione biologica nelle alghe bioreattori, o utilizzando l'elettricità (via elettrolisi) o calore (per termolisi); questi metodi sono meno efficienti per una produzione in grandi quantità rispetto al processo chimico derivante dagli idrocarburi. La scoperta e lo sviluppo di metodi meno costosi per la produzione su vasta scala di idrogeno accelererebbe lo sviluppo di un'economia a idrogeno. La produzione di idrogeno può essere vista come il punto di partenza in un circolo chiuso che utilizza l'idrogeno come vettore di energia rinnovabile.

## Da idrocarburi
Il fatto che l'idrogeno sia l'elemento più abbondante dell'universo potrebbe far pensare che sia estremamente facile produrlo, ad esempio estraendolo dall'acqua. Se questo è vero in linea teorica, nella pratica attualmente il modo più economico per produrre questo elemento consiste nell'utilizzo di petrolio o di altri combustibili fossili. Infatti, circa il 97% dell'idrogeno prodotto è ottenuto dai combustibili fossili, mentre soltanto un 3% si ottiene tramite l'elettrolisi dell'acqua. Questo processo, se condotto utilizzando combustibili fossili, porta all'emissione di elevate quantità di CO2, le quali finiscono per aumentare il bilancio termico della terra e l'effetto serra. Alternativamente, fonti di energia alternativa possono essere utilizzate come energia di input al processo di elettrolisi dell'acqua.
L'idrogeno può essere ottenuto con molti metodi, però i più economici sono rappresentati dall'estrazione a partire dagli idrocarburi.
Spesso, l'idrogeno è prodotto e consumato nello stesso processo di fabbricazione, senza bisogno di essere separato. Nel processo Haber-Bosch per la sintesi dell'ammoniaca (il quinto composto maggiormente prodotto al mondo), l'idrogeno si ottiene a partire dal gas naturale.
L'idrogeno può essere generato dal gas naturale con un'efficienza approssimativa dell'80%, o da altri idrocarburi con diversi gradi di efficienza. Il metodo di conversione degli idrocarburi rilascia gas serra nell'atmosfera. Dal momento che la produzione è concentrata in una funzione, è possibile separare i gas e disporre di essi in modo conveniente, per esempio iniettandoli in un bacino di petrolio o gas, nonostante questo non sia fatto attualmente nella maggior parte dei casi. Un progetto di iniezione di biossido di carbonio è stato avviato dalla compagnia Norvegese StatoilHydro nel Mare del Nord, al campo Sleipner.

### Steam reforming

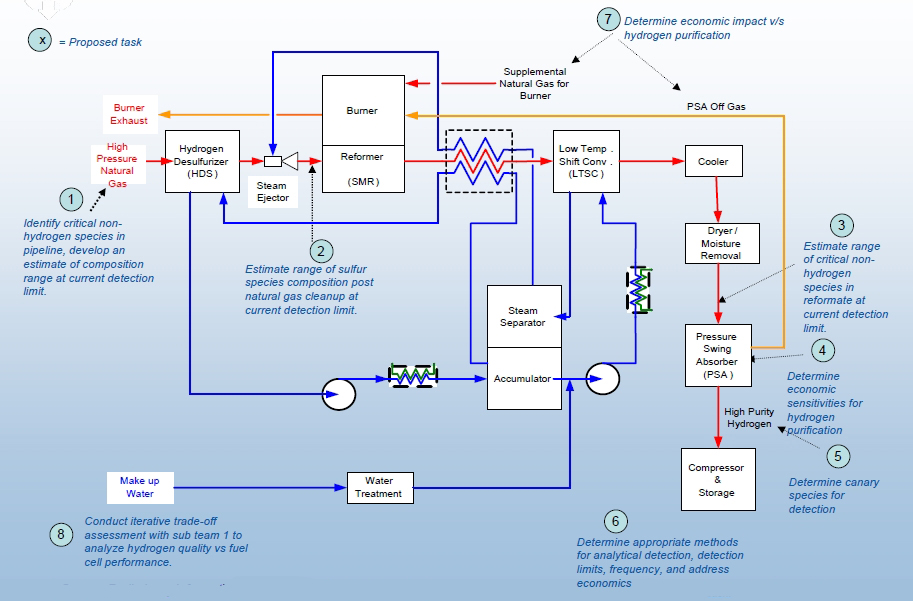
Schema del processo di produzione di idrogeno per reforming del gas naturale.

La produzione su vasta scala dell'idrogeno avviene solitamente mediante il processo di reforming del gas naturale (o "steam reforming").
Tale processo consiste nel far reagire metano (CH4) e vapore acqueo (H2O) ad una temperatura intorno a 700–1100 °C, per produrre syngas (una miscela costituita essenzialmente da monossido di carbonio e idrogeno), secondo la reazione:
CH4 + H2O → CO + 3 H2 -191,7 kJ/mol
Il calore richiesto per attivare la reazione è generalmente fornito bruciando parte del metano.
La reazione è favorita a basse pressioni, tuttavia si fa avvenire a pressioni elevate (20 atm) visto che l'H2 così ottenuto è il prodotto più commercializzabile. Il mix di prodotto è noto come gas di sintesi perché è spesso utilizzato direttamente per la produzione di metanolo ed altri composti correlati. A parte il metano, possono essere utilizzati altri idrocarburi per ottenere il Syngas con diverse proporzioni dei componenti prodotti. Una delle complicazioni che si incontrano con questa tecnologia altamente ottimizzata è la formazione di coke o carbonio:
CH4 → C + 2 H2
Per evitarlo, il vapore si riforma in genere utilizzando un eccesso di H2O.
In questo processo può essere ottenuto ulteriormente idrogeno a partire dal monossido di carbonio, mediante una reazione di spostamento del gas d'acqua dell'acqua gassosa, specialmente con un catalizzatore in ossido di ferro. Questa reazione è impiegata industrialmente come fonte di biossido di carbonio:
CO + H2O → CO2 + H2

### Monossido di carbonio
Ulteriore idrogeno può essere recuperato dal monossido di carbonio (CO) attraverso la reazione di spostamento del gas d'acqua, che si ottiene a circa 450 °C:
CO + H2O → CO2 + H2 + 40,4 kJ/mol
Essenzialmente, l'atomo di ossigeno (O) è strappato dall'acqua (vapore) per ossidare il carbonio (C), liberando l'idrogeno precedentemente legato a carbonio e ossigeno.

### Gassificazione del carbone

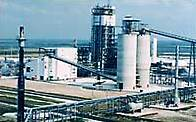
Impianto per la produzione di idrogeno dalla gassificazione del carbone.

Un'altra via industriale per produrre idrogeno è la gassificazione del carbone, in cui il carbone viene trasformato in una miscela di syngas e metano, nota anche come town gas (gas di città).
Tale processo prevede il trattamento del carbone con vapore acqueo (processo del gas d'acqua):
C + H2O → CO + H2
Tale reazione può servire come preludio della reazione di spiazzamento durante il reforming del gas naturale.
la reazione è endotermica, ossia richiede calore per compiersi; il calore viene fornito miscelando al vapore acqueo una frazione di ossigeno in modo che avvenga contestualmente anche la reazione esotermica (che genera calore)
C + O2 → CO2
L'ossido di carbonio prodotto nel primo stadio viene successivamente trattato con altro vapore acqueo a 400-500 °C su catalizzatore a base di ossidi di ferro e di cobalto:
CO + H2O → CO2 + H2
La miscela gassosa ottenuta viene quindi purificata per distillazione frazionata.

### Ossidazione parziale degli idrocarburi
Altri metodi importanti per la produzione di H2 includono l'ossidazione parziale degli idrocarburi:
CH4 + 0,5 O2 → CO + 2 H2

### Cracking
L'idrogeno è ottenuto in quantità significative come sottoprodotto della maggior parte dei processi petrolchimici di cracking.

## Dall'acqua

### Produzione biologica
Il bioidrogeno può essere prodotto mediante alghe (bioreattori). Alla fine degli anni novanta si scoprì che se le alghe venivano private dello zolfo esse cessavano di produrre ossigeno attraverso la normale fotosintesi per produrre idrogeno.
Sembra che questo metodo sia ora economicamente fattibile superando la barriera del 7-10% di efficienza energetica (la conversione della luce solare in idrogeno).
Il bioidrogeno può essere prodotto in bioreattori che utilizzano materia differente dalle alghe, soprattutto materiali di scarto. Il processo coinvolge batteri che si alimentano di idrocarburi e che producono idrogeno e CO2. Il CO2 può essere sequestrata con successo in vari modi, lasciando solamente l'idrogeno gassoso. Un prototipo di bioreattore per l'idrogeno che utilizza i rifiuti come substrato è operativo al Welch's grape juice factory nel North East, Pennsylvania.

### Elettrolisi
L'elettrolisi permette la produzione di idrogeno dall'acqua con l'utilizzo di una generica fonte elettrica, evitando l'utilizzo di materie prime fossili. Quando l'elettricità proviene da fonti rinnovabili, l'idrogeno così ottenuto viene definito verde (dall'inglese green hydrogen). In un economia basata sull'idrogeno, questa tecnologia rappresenta una leva fondamentale per la decarbonizzazione dei principali settori industriali ad alta intensità di consumo di idrogeno, come le raffinerie e l'industria chimica, che attualmente si affidano prevalentemente al reforming del metano con vapore. L'idrogeno verde è inoltre considerato strategico per la decarbonizzazione del settore dei trasporti e come vettore per l'accumulo energetico sotto forma di energia chimica. 
Mediamente per produrre un kg di idrogeno occorrono dai 50 ai 65 kWh di energia con il metodo classico. Un elettrolizzatore ad acqua ideale con un'efficienza del 100% consumerebbe circa 150 litri di acqua dolce e 39,4 kWh per kg di idrogeno.
Nel 2014, il DOE, Dipartimento dell'energia statunitense, ha raccomandato un limite per il 2020 di 43 KWh di consumo di energia elettrica per kg di idrogeno prodotto.
Una tecnica messo a punto dall'Iccom-CNR prevede il consumo di 18,5 kWhː questa tecnica vede la produzione di idrogeno a partire da una soluzione acquosa di alcoli come etanolo, glicerolo o altri alcoli estratti da biomasse. La reazione avviene in quello che è stato definito un "elettrolizzatore anodico" costituito da nanoparticelle di palladio, depositati su architetture tridimensionali di nanotubi di titanio.
In alcuni Paesi, come in Germania, l'idrogeno è impiegato per assorbire i picchi di produzione tipici delle fonti rinnovabili, in particolare, nel caso della Germania, la produzione dell'idrogeno si attiva mediante al surplus energetico prodotto dai parchi eolici: il progetto tedesco di Prenzlau è capace di generare 120 metri cubi di idrogeno all'ora. Non solo Germania, la società canadese FireWater Fuel, ha sviluppato un innovativo sistema che sfruttando dei catalizzatori a buon mercato riesce a produrre idrogeno dal surplus energetico degli impianti eolici e fotovoltaici, grazie a questo processo, l'energia prodotta durante le ore di picco può essere ridistribuita nella rete quando la domanda elettrica aumenta.
La produzione di idrogeno per elettrolisi dell'acqua, se attuata con elettrolizzatore anodico, regala dei "sottoprodotti" interessanti da poter commercializzare in diversi settori industriali. L'elettrolizzatore produce idrogeno e composti utili in vari settori:
-nell'industria cosmetica e tessile potrebbero essere impiegati i derivati del glicerolo e del glicole etilico
-nell'industria alimentare potrebbe essere impiegato l'acetato ricavato dal bioetanolo
-l'acido lattico dal propandiolo è ampiamente usato per la produzione di plastiche biodegradabili.
Tale innovazione è in fase di sperimentazione, pertanto attualmente il metodo più diffuso per la produzione di idrogeno resta quello per steam reforming.
L'idrogeno puro al 99% può essere prodotto dall'aria umida al 4%. Ricercatori dell'Università di Melbourne hanno ottenuto 745 litri di idrogeno al giorno per metro quadrato di elettrodi, mediante 5 moduli collegati in parallelo,che connettevano una spugna o schiuma a un elettrolita liquido igroscopico ionico, imbevuto in un mezzo poroso come quello che assorbe l'umidità. Il problema della produzione di idrogeno dall'aria è il costo dei materiali dell'elettrolita.

#### Elettrolisi dell'acqua

Schema di funzionamento del voltametro di Hofmann, impiegato per realizzare l'elettrolisi dell'acqua.

L'elettrolisi dell'acqua è un metodo semplice per produrre idrogeno. Una corrente a basso voltaggio che attraversa l'acqua forma ossigeno gassoso all'anodo ed idrogeno gassoso al catodo. Generalmente quando si produce idrogeno si impiega un catodo di platino o di un altro metallo inerte. Al contrario, se l'idrogeno si consuma in situ, è necessaria la presenza di ossigeno perché si produca la combustione ed entrambi gli elettrodi (anodo e catodo) dovranno essere di un metallo inerte (l'impiego di un metallo non inerte, per esempio il ferro, produrrà l'ossidazione del metallo stesso e diminuirà la quantità di ossigeno che si sviluppa). La massima efficienza teorica (rapporto tra il valore energetico dell'idrogeno prodotto e l'elettricità impiegata) è tra l'80% (50 kWh/kg) ed il 94% (42 kWh/kg).
2H2O(l) → 2H2(g) + O2(g)

#### Elettrolisi ad alta temperatura
Quando la fonte di energia è nella forma di calore (termico solare, nucleare, o cogenerazione per la combustione dei rifiuti), il processo per ottenere l'idrogeno si dice elettrolisi ad alta temperatura. Contrariamente all'elettrolisi a bassa temperatura, quest'ultima modalità converte una quantità maggiore dell'energia termica iniziale in energia chimica, raddoppiando potenzialmente l'efficienza a circa il 50%. Dal momento che parte dell'energia nell'elettrolisi ad alta temperatura viene fornita sotto forma di calore, una porzione minore di energia dev'essere convertita due volte (da calore in elettricità, e poi in energia chimica), e quindi meno energia viene dispersa.
Questo metodo è stato applicato in laboratorio, ma non ancora su scala commerciale.
I processi di questo genere sono inoltre attualmente considerati solo in combinazione con una fonte di calore dal nucleare, dal momento che la forma non chimica di calore ad alta temperatura (concentrazione dei raggi solari) non è sufficientemente conveniente per abbattere i costi delle apparecchiature necessarie. La ricerca sull'elettrolisi ad alta temperatura (HTE) combinata al reattore nucleare VHTR potrebbe portare a forniture di idrogeno competitive economicamente con quelle prodotte per steam reforming del gas naturale.
Tra questi il governo USA finanzia lo studio per l'elettrolisi termochimica ad alta temperatura dell'acqua (H2O). Alcuni prototipi di reattori come il PBMR operano a temperature tra i 850 ed i 1000 gradi Celsius, molto più caldi degli impianti civili esistenti. L'elettrolisi dell'acqua a quelle temperature converte meglio il calore iniziale in energia chimica sotto forma d'idrogeno, potenzialmente raddoppiando l'efficienza, a circa il 50%. Il processo funziona in laboratorio, ma non è stato mai testato su scala commerciale.
I risparmi potenziali, basandosi soltanto per i processi industriali che impiegano idrogeno, sembrano sostanziali. L'impresa General Atomics prevede che l'idrogeno prodotto nei reattori HTGR possa costare circa 1,53 dollari/kg. Nel 2003, il reforming a vapore del gas naturale produceva idrogeno a $1,40/kg, anche se come ogni prodotto da combustibili fossili produceva anidride carbonica ed altri gas serra, vanificando il senso dell'impiego dell'idrogeno come combustibile. Ai prezzi del gas del 2005, l'idrogeno costava $2,70/kg, dunque si potrebbero risparmiare decine di miliardi di dollari/anno con la fornitura da energia nucleare. Molti di questi costi rimarrebbero all'interno degli USA, finanziando la ricerca scientifica nel campo energetico e migliorando la bilancia commerciale USA, per riduzione delle importazioni di petrolio che calmiererebbe i prezzi.
Un beneficio collaterale dei reattori nucleari che producono sia elettricità che idrogeno è che si può scegliere rapidamente di produrre una tra i due. Ad esempio l'impianto potrebbe produrre elettricità di giorno ed idrogeno di notte, compensando così la variazione della domanda. Se prodotto economicamente, questo schema competerebbe con i sistemi di stoccaggio energetico a griglia attuali. Esiste una domanda di idrogeno così alta negli Stati Uniti che tutta la generazione "di picco" potrebbe essere soddisfatta da tali impianti.
Tuttavia i reattori nucleari di IV generazione non saranno disponibili fino al 2030 e non è certo che i reattori possano competere da allora per sicurezza e forniture con il concetto di generazione distribuita.

#### Photoelectrochemical Water Splitting
L'uso di elettricità prodotta da impianti fotovoltaici offre il modo più pulito di produrre idrogeno. L'acqua è scissa in idrogeno e ossigeno per elettrolisi in un processo fotoelettrochimico. La ricerca mirata a sviluppare una tecnologia per celle multigiunzione di maggiore efficienza è portata avanti dall'industria fotovoltaica.

### Produzione termochimica
Alcuni processi termochimici, come il ciclo del solfuro di iodio, possono produrre idrogeno e ossigeno dall'acqua e calore senza utilizzare elettricità. Dal momento che l'intera energia di attivazione per tali processi è data dal calore, possono essere più efficienti dell'elettrolisi ad alta temperatura. Questo perché l'efficienza della produzione elettrica è in sé stessa fondamentalmente limitata. La produzione termochimica di idrogeno che utilizza energia chimica dal carbone o dal gas naturale non è generalmente considerata, poiché il processo chimico diretto è più efficiente.
Vi sono centinaia di processi termochimici adatti allo scopo di produrre idrogeno; i più promettenti tra questi sono:
- il ciclo zolfo-iodio (S-I)
- il ciclo rame-cloro (Cu-Cl)
- il ciclo cerio-cloro (Ce-Cl)
- il ciclo ferro-cloro (Fe-Cl)
- il ciclo magnesio-iodio (Mg-I)
- il ciclo vanadio-cloro (V-Cl)
- il ciclo rame-solfato (Cu-SO4)

Vi sono anche varianti ibride, che comprendono cicli termochimici con un passo elettrochimico.
Per tutti i processi termochimici, la reazione complessiva è quella di decomposizione dell'acqua:
{\displaystyle H_{2}O{\text{ }}{\stackrel {Calore}{\rightleftharpoons }}{\text{ }}H_{2}+{1 \over 2}O_{2}}
Tutte le altre sostanze utilizzate vengono riciclate.
Nessuno dei processi termochimici di produzione di idrogeno è stato applicato a livello produttivo, nonostante molti siano stati dimostrati in laboratorio. Non sono note quali possano essere le problematiche in impianti di produzione massicci, i costi ed i benefici o danni collaterali.
L'elettrolisi non funziona proprio al 100% e non è rinnovabile perché, per dividere l'idrogeno e l'ossigeno, si sfrutta energia elettrica, e parte di idrogeno e di acqua viene persa, perciò il guadagno si aggira all'incirca verso il 90-95%

### Produzione con il solare-termico e catalizzatore
Nel 2006 un sistema con due catalizzatori per la produzione diretta di idrogeno grazie al solare-termico è stato proposto dai giapponesi. Si tratta di una soluzione acquosa di EDTA associata a una molecola metallo-organica costituita da un atomo di rutenio esavalente e da tre molecole amino-aromatiche con 2 atomi di azoto ciascuna. Si ha la conversione diretta dell'energia solare in idrogeno gassoso, facilmente recuperabile per molti utilizzi.
Il Fukushima Hydrogen Energy Research Field è stato inaugurato nel marzo 2020, impianto di produzione di idrogeno da 100 chili all'ora, alimentato dalla vicina centrale fotovoltaica.

## Produzione in laboratorio
In laboratorio, l'H2 si ottiene solitamente con la reazione degli acidi con metalli, come lo zinco.
Zn + 2 H3O+ → Zn2+ + H2 + 2 H2O
Nel caso dell'alluminio, si genera H2 quando il metallo è trattato con un acido oppure con una base:
2 Al + 6 H2O → 2 Al(OH)3 + 3 H2
Ad esempio si può fare reagire l'alluminio con soda caustica (NaOH) sciolta in acqua. Maggiore è l'area del metallo esposta alla soluzione, maggiore sarà la velocità di reazione; nel caso l'alluminio sia polverizzato, la reazione assumerà un carattere violento e quasi esplosivo.
Il processo si svolge secondo la seguente equazione chimica:
2 NaOH + 2 Al + 2H2O → 2 NaAlO2 + 3 H2
Essendo esotermica, comporta una notevole produzione di calore, ne consegue quindi una produzione non indifferente di vapore acqueo, che il più delle volte deve essere eliminato utilizzando un elemento igroscopico come il cloruro di calcio, o per mezzo della semplice condensazione. Oltre all'idrogeno, viene prodotto anche un secondo composto, l'alluminato di sodio.

In pratica, circa 80 g di NaOH si combineranno con 54 g di alluminio per dar luogo a 67,2 l in condizioni normali.
Ricercatori dell'Università della California, Santa Cruz hanno impiegato una reazione con alluminio e gallio, nota fin dagli anni Sessanta. L'alluminio ossida rapidamente, bloccando altre reazioni.
Un'altra reazione impiegabile è la seguente:
NaBH4 + 2H2O → NaBO2 + 4 H2
Il boroidruro di sodio NaBH4 è un idruro irreversibile, che reagisce lentamente con l'acqua per liberare 4 moli di idrogeno per mole di composto a temperatura ambiente. In condizioni appropriate vengono liberati 0,213 g di idrogeno per 1 g di NaBH4, ovvero 2,37 litri (gas STP) per mole di composto. A temperature ordinarie, una volta messi a contatto NaBH4 e acqua, viene liberato dalla reazione solo un piccolo quantitativo dell'ammontare teorico d'idrogeno ricavabile dalla reazione. La diminuzione nella velocità iniziale di evoluzione dell'idrogeno è dovuta alla crescita del pH della soluzione che è causata dalla formazione degli anioni basici metaborato. A 298 K la variazione di entalpia (condizioni standard) della reazione d'idrolisi è pari a −217 kJ quindi la reazione è esotermica. Quando si utilizza il NaBH4 per produrre idrogeno è auspicabile che la reazione sia sufficientemente veloce da soddisfare i bisogni del sistema nel quale il gas viene impiegato. L'idrolisi viene quindi accelerata impiegando dei catalizzatori.
Nel 2007 si è scoperto che lega di alluminio e gallio in forma di pastiglia aggiunta all'acqua può essere utilizzata per ottenere idrogeno. Il processo produce anche ossido di alluminio però il gallio (che ha un prezzo elevato) previene la formazione di uno strato di ossido sulla superficie della pastiglia, che può quindi essere riutilizzata. Questa scoperta ha importanti implicazioni nell'economia dell'idrogeno, visto che quest'ultimo può essere sintetizzato facilmente in situ, senza dover essere trasportato.

## Sintesi biologica

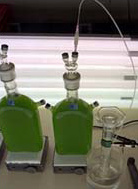
Produzione di idrogeno dalle alghe.

Una via alternativa è la produzione biologica di idrogeno (detto in questo caso "bioidrogeno") che sfrutta processi legati a microrganismi come batteri rossi, cianobatteri e microalghe. Questi microrganismi sono capaci, nelle opportune condizioni, di sfruttare una via metabolica anaerobica che porta alla produzione di idrogeno a partire da fonti diverse, grazie all'azione catalizzatrice di enzimi che contengono ferro o nichel, chiamati idrogenasi. Questi enzimi catalizzano la reazione redox reversibile del H2 che viene scisso nei suoi due protoni e due elettroni. La conversione dell'idrogeno gassoso avviene con il trasferimento degli equivalenti ridotti (prodotti durante il metabolismo dell'acido piruvico) all'ossigeno, con la conseguente formazione dell'acqua. La dissociazione dell'acqua, dalla quale si ottengono due protoni, due elettroni ed ossigeno, avviene durante le reazioni della fase luminosa del metabolismo degli organismi fotosintetici.
Alcuni di questi organismi -includendo l'alga Chlamydomonas reinhardtii ed i cianobatteri- hanno evoluto e sviluppato un secondo passaggio nelle reazioni della fase oscura nel quale i protoni sono ridotti per formare H2 gassoso dall'azione di idrogenasi specializzate nei cloroplasti.
Le microalghe (come ad esempio Chlamydomonas reinhardtii) producono idrogeno utilizzando come substrato principale acqua e luce (in un processo chiamato biofotolisi). L'acqua viene utilizzata come fonte di elettroni (e−) e protoni (H+), mentre la luce fornisce l'energia necessaria per far avvenire il processo, secondo la reazione:
2H+ + 2e− + luce → H2

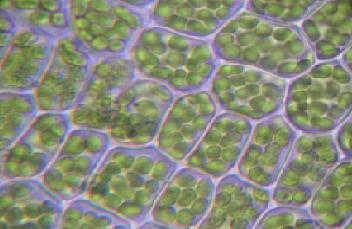
Microfotografia che mostra i cloroplasti in un tessuto vegetale. Le idrogenasi presenti in questi organuli sono capaci di generare H_{2} gassoso.

In questo modo, l'energia della luce viene raccolta nella forma dell'idrogeno gassoso. Sebbene questo sia reputato il metodo più pulito ed efficiente (unicamente dal punto di visto dell'efficienza di conversione dell'energia in idrogeno), lo studio e la comprensione di tutti i processi specificamente coinvolti nella biofotolisi sono ancora a livello di ricerca di base. Ad esempio, non è chiaro quale sia il vero ruolo della respirazione mitocondriale, dell'idrogenasi (l'enzima responsabile della produzione di idrogeno), della clororespirazione e quello dei carboidrati accumulati dalla microalga. Proprio sul ruolo di questi ultimi si è concentrato lo sforzo del mondo scientifico negli ultimi anni (a partire dal 2000, anno di pubblicazione di un importante articolo del ricercatore greco Anastasios Melis, dell'università della California, Berkeley che ha ridato vita a questo tipo di ricerca) tanto da ipotizzare addirittura non una biofotolisi ma, come per i batteri rossi, una vera e propria fermentazione. La questione è ancora aperta. Un altro problema piuttosto importante per la futuribilità di questo processo sono i tassi di produzione di idrogeno, finora molto bassi soprattutto se comparati con i batteri rossi: questo renderebbe l'applicabilità su larga scala economicamente sfavorevole (l'utilizzo di un fotobioreattore – reattore all'interno del quale avvengono processi che utilizzano la luce – è un altro punto chiave nell'economia del processo).
Sono stati compiuti molti sforzi nella ricerca scientifica al fine di modificare geneticamente le idrogenasi batteriche per sintetizzare H2 gassoso in maniera efficiente anche in presenza di ossigeno.
I batteri rossi non sulfurei sono capaci di produrre idrogeno a partire da materiale organico in un processo fermentativo. La fermentazione biologica è uno stadio iniziale della digestione anaerobica (ovvero che avviene in assenza di ossigeno) e può avvenire in presenza di luce (fotofermentazione) o in sua assenza (fermentazione al buio). A differenza della biofotolisi, la fonte di elettroni e protoni in questo caso è la materia organica. Questo porta inevitabilmente al rilascio di CO2 nel processo produttivo. Ad ogni modo, questa CO2 non aumenta il bilancio termico della terra in quanto non proveniente da sostanze fossili, ma rinnovabili. Entrambi questi processi (fermentazione al buio e alla luce) sono stati molto studiati negli ultimi 30 anni.
La fotofermentazione porta alla produzione di idrogeno utilizzando sia il substrato organico che la luce. Come detto, il substrato organico è la fonte di protoni ed elettroni, mentre la luce viene utilizzata sostanzialmente per attivare l'enzima responsabile della produzione di idrogeno, una nitrogenasi. Questo enzima ha una energia di attivazione abbastanza alta; come conseguenza, l'efficienza di conversione energetica (luce+sostanza organica/idrogeno) non è molto alta. Ad ogni modo, i tassi di produzione con batteri rossi sono molto alti, il che rende economicamente fattibile la costruzione di impianti industriali (anche in questo caso l'utilizzo di fotobioreattori è obbligato).
La scarsa efficienza dei processi fermentativi alla luce ed il costo dei fotobioreattori ha portato ad un maggiore interesse nei processi fermentativi al buio. Sebbene tecnicamente molto più semplice da realizzare, questo processo è capace di utilizzare solo una minima parte dell'energia presente nella materia organica (questo limite è stato ben spiegato da Thauer nel 1977), lasciando composti organici ancora utilizzabili all'interno della coltura. Ad ogni modo, l'utilizzo della materia organica può essere associata allo smaltimento di un certo tipo di rifiuti. Questa possibilità ha finito per nobilitare il processo fermentativo anche se energeticamente sfavorevole dal punto di vista dell'efficienza di conversione. A differenza delle microalghe e dei cianobatteri, infatti, la produzione di idrogeno con i batteri rossi è già da oggi una biotecnologia che, opportunamente applicata, può dare risultati effettivi. Una delle soluzioni ipotizzate è l'accoppiamento dei due processi fermentativi al fine di scomporre tutti i composti organici nel mezzo di coltura. Questa soluzione prevederebbe una prima fermentazione al buio (utilizzando eventualmente rifiuti organici, con relativo basso costo della materia prima). Alla fine del processo al buio, la coltura batterica verrebbe separata dal mezzo colturale il quale verrebbe riutilizzato nella fotofermentazione per la definitiva scomposizione del materiale organico. In quest'ottica, anche la produzione di biomassa fermentabile quali colture di microrganismi come microalghe è stata suggerita.
Gli attuali punti deboli di questa soluzione risiedono nel costo del fotobioreattore, nell'effettiva applicabilità ad ogni tipo di rifiuto organico, nel costo della materia prima, nella presenza di molecole contenenti zolfo o azoto nel biogas prodotto dalla coltura (specialmente utilizzando il rifiuto organico urbano) e nella sfiducia delle aziende coinvolte nello smaltimento dei rifiuti nell'utilizzo e nello sviluppo di una nuova biotecnologia.
Il 3 novembre 2006, la rivista Science ha pubblicato lo studio di un gruppo di ricerca internazionale guidato dal Lawrence Livermore Lab di Berkeley. Gli scienziati hanno messo a punto una tecnica di spettrografia ai raggi X e cristallografia per "fotografare" la fotolisi dell'acqua, premessa per lo sviluppo di tecnologie che usano la luce solare per la divisione dell'acqua e la produzione di idrogeno (da fonti rinnovabili). La tecnica ha permesso di osservare i passaggi della reazione di ossidazione dell'acqua, legami atomici e molecolari, gli scambi tra catalizzatore e proteina. Il catalizzatore scoperto è stato chiamato "Photosyntesis 2" ed è una molecola di 4 atomi di manganese e uno di calcio.
Inoltre alcune fosfatasi riducono fosfiti ad H2.
Nel novembre 2021, il Ministero Dell'Industria e del Commercio ha collegato il sistema AFC al progetto pilota di Khabarovsk per produrre 350 mila tonnellate di idrogeno verde pianificate ogni anno.

## Altri metodi
- La ricerca sulla fotosintesi basata sulle nanotecnologie forse porterà ad una produzione più efficiente di idrogeno grazie a sistemi bio-elettrici impieganti la luce solare, oppure la produzione di carburanti sintetici (idrocarburi neutri, oppure alcool) a partire dal diossido di carbonio che verrebbe idrogenato ed allungato, (in questo modo si eliminerebbe l'anidride carbonica prodotta).
- La teoria radicale e la teoria della Terra ad idruri suggeriscono che grandi quantità d'idrogeno possano esistere legati ai metalli del mantello terrestre.
- Serpentinizzazione

## Definizione in colore in base alla produzione
A seconda del metodo produttivo, l'idrogeno viene denominato con un colore differente:
- idrogeno grigio derivato direttamente da combustibili fossili o da vettori energetici derivati dai combustibili fossili
- idrogeno blu si differenzia dall'idrogeno grigio per la cattura della CO2
- idrogeno verde prodotto mediante processi con emissioni di CO2 molto basse, (nulle e Carbon Neutral), come possono essere l'"Elettrolisi da fonte esclusivamente rinnovabile" o "Gassificazione/pirolisi di biomassa".
- idrogeno rosa si tratta di idrogeno verde prodotto per elettrolisi, ma con energia elettrica derivata dall'energia nucleare
- idrogeno giallo si tratta di idrogeno verde prodotto per elettrolisi, ma con energia elettrica derivata dall'energia solare
- idrogeno bianco in questo caso non si parla di produzione, ma di estrazione, in quanto l'idrogeno si forma naturalmente e viene semplicemente estratto dal suolo.[27][28]